# ひまわり温泉 ゆ・ら・ら
ひまわり温泉 ゆ・ら・ら（ひまわりおんせん ゆらら）は、山形県東村山郡中山町にある宿泊施設である。温泉施設でもあり、入浴のみの利用（日帰り入浴）も可能となっている。

## 施設概要
- 所在地：〒990-0402 山形県東村山郡中山町いずみ1番地
- 休館日：基本的に毎月第3月曜日。当日が祝日であった場合には、その翌日が休館日となる。

## 敷地内
ゆ・ら・らの敷地内に、鍋掛松（なべかけまつ）と名のついたマツの木が存在する。かつて最上川の舟運が行われていた時代に、棒鱈と里芋を材料にした鍋を松の木に掛け煮て食べていたとされ、これが芋煮会の始まりとされている。2021年時点で敷地内にある木は、当時の鍋掛松の木を復元したものである。
中山町総合体育館と隣接しており、建物同士が渡り廊下でつながれている。

## 備考
山形放送のラジオ番組『なつメロリクエスト・電話でこんばんは!』とその後継番組『なつかし 楽し 歌謡アワー』、さらにその後継番組である『月曜音楽館』の公開録音イベントは、本施設の一部を使って行われていた。ただし本施設は、平常放送時の番組スポンサーには名を連ねていなかった。